# فيلاسكوسا دي هارو
بلدية فيلاسكوسا دي هارو (بالإسبانية: Villaescusa de Haro)‏، هي إحدى بلديات مقاطعة قونكة إحدى مقاطعات إسبانيا، و التي تقع في منطقة قشتالة لا منتشا وسط البلاد, و المائلة لجهة الشرق من إسبانيا.
يبلغ عدد سكانها 526 نسمة وفقاً لإحصائية سنة (2007).